# Diseño axiomático
Un diseño axiomático es una metodología de diseño de sistemas que utiliza métodos matriciales para analizar sistemáticamente la transformación de las necesidades de los clientes en requisitos funcionales, parámetros de diseño y variables de proceso. En concreto, los requisitos funcionales (RF) están relacionados con los parámetros de diseño (PD):
{\displaystyle {\begin{bmatrix}RF_{1}\\RF_{2}\end{bmatrix}}={\begin{bmatrix}A_{11}&A_{12}\\A_{21}&A_{22}\end{bmatrix}}{\begin{bmatrix}PD_{1}\\PD_{2}\end{bmatrix}}}
El método obtiene su nombre de su uso de los principios de diseño o axiomas del diseño (es decir, dado sin pruebas) que rigen el análisis y la toma de decisiones en el desarrollo de productos de alta calidad o diseños de sistemas. Los dos axiomas usados en el diseño axiomático (DA) son los siguientes:
- Axioma 1: El axioma de la independencia. Mantiene la independencia de los requisitos funcionales (RF).
- Axioma 2: El axioma de la Información. Minimiza el contenido de información del diseño.

Se considera que el diseño axiomático es un método de diseño que aborda las cuestiones fundamentales en los métodos Taguchi.
La metodología fue desarrollada por el Dr. Suh Nam Pyo en el MIT, en el Departamento de Ingeniería Mecánica desde los años 1990. Se celebraron una serie de conferencias académicas para presentar la situación actual de la metodología. La Conferencia Internacional sobre Diseño Axiomático más reciente (ICAD por sus siglas en inglés) se celebró en Portugal, en el año 2009.